# Stop and go (économie)
Pour les articles homonymes, voir Stop and go.
Le stop and go est une politique économique qui vise, pour une autorité comme un État ou une banque centrale, à alterner des phases de stimulation de l'emploi ou d'inflation (go) et des phases de rigueur lorsque les objectifs sont atteints ou dépassés (stop).

## Concept
Si le keynésianisme originel préconisait une politique monétaire qui assure la stabilité des taux d'intérêt à long terme, Keynes concevait que la politique monétaire puisse être utilisée comme un outil de régulation conjoncturelle. Les successeurs de Keynes, les économistes de la synthèse néoclassique, créent des modèles qui justifient l'utilisation conjoncturelle de la politique monétaire. La courbe de Philips postérieurement augmentée par Paul Samuelson et Robert Solow montre une relation inverse entre l'inflation et le chômage ; le modèle IS/LM montre une relation inverse entre le taux d'intérêt et l'investissement, et donc, le chômage et la production. Ce bagage théorique permet de justifier des politiques monétaires interventionnistes qui alternent entre des phases d'expansion et des phases de restriction.
Le stop and go s'applique également à la stimulation de l'économie par la dépense publique. En cas de crise économique, la puissance publique fait augmenter les dépenses publiques pour stimuler la demande intérieure et la croissance ; lorsque le chômage a baissé et que l'inflation remonte, la puissance publique met en place une politique de freinage.
Une politique de stop (ou stabilisation) implique un budget austéritaire et récessionniste, avec une chute des dépenses, une augmentation de la fiscalité,une baisse du crédit, une hausse des taux d'intérêt, etc. Les résultats attendus sont le retour à l'équilibre extérieur et la désinflation. A contrario, une politique de go (ou relance) implique un budget expansionniste, une fiscalité allégée, une baisse des taux d'intérêt, une hausse des revenus contrôlés (SMIC, transferts), etc. Les conséquences positives attendues sont l'expansion économique et une réduction du chômage, mais également un déficit extérieur et l'inflation.

## Critiques et limites
La politique de stop and go a été considérée comme efficace à moyen terme, mais comme fragilisant les entreprises à long terme. Elle a été en grande partie abandonnée dans les années 1980 car elle détériorait les comptes de l’État.

## Historique
Le stop and go est particulièrement utilisé durant les Trente Glorieuses. Des phases de stop and go ont ainsi pu être dégagées : 1951 - 1957, 1958 - 1963, 1964 - 1969, et 1970 - 1974. Le processus est identique à chaque fois : l'accélération de la croissance provoque de l'inflation, qui requiert des mesures permettant d'assainir la croissance du niveau des prix, faisant rechuter le niveau des prix.
Ainsi, à la suite des évènements de mai 1968, le crédit augmente, suivi d'un contrôle des changes et du crédit dès novembre de la même année ; l'assouplissement de l'encadrement du crédit au début de 1970 provoque une progression forte de la masse monétaire débouchant sur un nouvel encadrement du crédit en décembre 1972. 
La France a pratiqué le stop and go. Au plan d'austérité Pinay-Rueff de 1958 à 1960 a succédé le plan de relance Debré de 1961 à 1962, et le plan de stabilisation Giscard d'Estaing de 1963 à 1965.